# Rekenkundige rij
Een rekenkundige rij is in de wiskunde een rij waarin het verschil tussen twee opeenvolgende termen constant is. Elke volgende term ontstaat door bij zijn voorganger een constante, verschil genaamd, op te tellen. Zijn de eerste term {\displaystyle t_{1}} en het verschil {\displaystyle v} bekend, dan ligt de gehele rij vast, immers de tweede term is {\displaystyle t_{2}=t_{1}+v}, de derde {\displaystyle t_{3}=t_{2}+v=t_{1}+2v}, enz. Zo wordt de {\displaystyle n}-de term gegeven door:
{\displaystyle t_{n}=t_{1}+(n-1)v}
De partiële som {\displaystyle S_{n}} van de eerste {\displaystyle n} termen van een rekenkundige rij wordt gegeven door
{\displaystyle S_{n}={\tfrac {1}{2}}n(t_{1}+t_{n})=nt_{1}+{\tfrac {1}{2}}(n-1)nv}.

## Voorbeeld
Gegeven is de rekenkundige rij: 2, 4, 6, 8, 10, .... Gevraagd: de 15e term en de som van de eerste 15 termen.

### Oplossing
{\displaystyle t_{1}=2,\ v=2,\ n=15},
dus
{\displaystyle t_{15}=2+(15-1)2=2+28=30}
{\displaystyle S_{15}={\tfrac {1}{2}}\cdot 15\cdot (2+30)=240}

## Afleiding van de somformule
De som {\displaystyle S_{n}} van de eerste {\displaystyle n} termen is:
{\displaystyle S_{n}=t_{1}+t_{2}+t_{3}+\ldots +t_{n}}
en andersom opgeschreven:
{\displaystyle S_{n}=t_{n}+t_{n-1}+t_{n-2}+\ldots +t_{1}}
Opgeteld levert dit:
{\displaystyle 2S_{n}=(t_{1}+t_{n})+(t_{2}+t_{n-1})+(t_{3}+t_{n-2})+\ldots +(t_{n}+t_{1})}
Nu is de som van elk tweetal tussen haakjes staande termen gelijk, want:
{\displaystyle t_{1}+t_{n}=t_{1}+v+t_{n}-v=t_{2}+t_{n-1}=t_{2}+v+t_{n-1}-v=t_{3}+t_{n-2}=\ldots }
Zodat:
{\displaystyle 2S_{n}=(t_{1}+t_{n})+(t_{1}+t_{n})+(t_{1}+t_{n})+\ldots +(t_{1}+t_{n})=n(t_{1}+t_{n})}
Dit resulteert in:
{\displaystyle S_{n}={\tfrac {1}{2}}n(t_{1}+t_{n}).}
Omdat:
{\displaystyle t_{n}=t_{1}+(n-1)v}
volgt door invulling:
{\displaystyle S_{n}={\tfrac {1}{2}}n(t_{1}+t_{n})={\tfrac {1}{2}}n(t_{1}+t_{1}+(n-1)v)=nt_{1}+{\tfrac {1}{2}}(n-1)nv.}
Alhoewel deze afleiding al eerder gekend was, wordt hij vaak aan de toen 9-jarige Gauss toegeschreven die deze formule uitwerkte toen zijn onderwijzer de opdracht gaf om de som te berekenen van alle natuurlijke getallen van 1 tot en met 60.